# Студенка
Студенка (чеш. Studénka) град је у Чешкој Републици, на размеђи историјских покрајина Моравске и Шлеске. Студенка је у оквиру управне јединице Моравско-Шлески крај, где припада округу Нови Јичин.

## Географија
Студенка се налази у североисточном делу Чешке републике. Град је удаљен 360 км источно од главног града Прага, а од првог већег града, Остраве, 30 км југозападно.
Град Студенка је смештен на размеђи историјских покрајина Моравске и Шлеске. Надморска висина града је око 240 м, а подручје око града је бреговито.

## Историја
Подручје Студенке било је насељено још у доба праисторије. Насеље под данашњим називом први пут се у писаним документима спомиње у 1436..
Године 1919. Студенка је постала део новоосноване Чехословачке. У време комунизма град је нагло индустријализован. После осамостаљења Чешке дошло је до опадања активности тешке индустрије и до проблема са преструктурирањем привреде.

## Становништво
Студенка данас има преко 10.000 становника и последњих година број становника у граду опада. Поред Чеха у граду живе Словаци и Роми.

## Партнерски градови
- Домброва Горњича